# ТЕС Veracel Celulose
16°5′24″ пд. ш. 39°24′30″ зх. д. / 16.09000° пд. ш. 39.40833° зх. д.
ТЕС Veracel Celulose — теплова електростанція у бразильському штаті Баїя, яка відноситься до комплексу целюлозного комбінату компанії Veracel Celulose.
В 2005 році на комбінаті у Евнаполісі став до ладу содорегенераційний котел норвезької компанії Aker Kvaerner, який спалює чорний натр (суміш органічних та неорганічних речовин, що залишається після варки целюлози). Первісно він міг утилізувати 4000 тон твердих речовин на добу, а в подальшому цей показник довели до 4800 тон. Крім того, встановили виготовлений тією ж компанією допоміжний котел з бульбашковим псевдозрідженим шаром, який спалює відходи переробки деревини.
Отримана пара використовується, зокрема, для виробництва електроенергії, для чого встановили парову турбіну виробництва Mitsubishi потужністю 125 МВт.